# Conchobar Roe O' Brien
Conchobar Ruad na Siudaine mac Donnchada Ua Briain (anglicisé en  Connor Roe O'Brien,(† le 22 mai 1268) roi de  Thomond de 1242 à 1268.

## Origine
Conchobar est le troisième fils de Donnchad Caiprech mac Domnaill Moir et il succède à son père en 1242 après la mort de ce dernier et de son frère aîné Toirdelbach  la même année . 

## Règne
Avec vingt autres princes irlandais Conchobar est convoqué par  Henri III d'Angleterre afin de l'assister lors d'un conflit contre le royaume d'Écosse. Malgré cela les premières années de son règne sont dominées par une série d'inféodations de domaines en faveur du baronnage anglo-normand faites par le roi d'Angleterre au détriment du territoire des Uí Briain  dans l'actuel comté de  Clare. Les ordres d'Henri III qui a cédé la seigneurie d'Irlande à son fils Édouard en 1254 ont peu d'effet pratique, et en 1257 une vague d'invasions menace de submerger Conchobhar
En 1258  une rencontre est organisée  à Caeluisce  sur l'Erne, entre  Aed Ó Conchobhair et Tadg Ó Briain, qui représentent leur père respectifs et Brian Ua Neill roi de Tir Éogain, afin de définir une politique commune contre les empiètements des barons anglo-normands.  Ils décident de conclure la paix entre eux d'échanger des otages et de conférer la souveraineté sur l'Irlande à  Brian Ua Neill qui rétablit à son profit l'antique titre d'Ard ri Erenn.
Les résultats pratiques de cette reconnaissance sont faibles et plusieurs princes irlandais sont rapidement  détachés de l'alliance par les  Anglo-normands avec lesquels de nombreuses accords locaux et alliances matrimoniales avaient été conclus. En 1259 l'entreprenant Tadg meurt et cet évènement est relevé par les annalistes comme  « Une bonne nouvelle pour les Étrangers » L'année suivante lorsque  O'Neill et O'Conor rassemblent leurs forces pour engager le combat aucun représentant des  O'Briens ne se joint à eux. La Bataille de Drumdearg, près de Downpatrick,  voit la défaite des  irlandais et la mort au combat de   Brian O'Neil qui est  tué avec de nombreux chefs d'Ulster et du Connacht.  
Après la saisie du justiciar par Maurice fitz Maurice Fitzgerald († 1286) et Maurice Fitzgerald († 1268) en décembre 1264, l'Irlande sombre dans la guerre civile, et seigneurs Gaèliques profitent de l'opportunité qui s'offre à eux. Conchobhar Ó Briain conduit ses armées pour des  razzias au-delà du Shannon pour obtenir un tribut, prenant au retour la forteresse nouvellement établie à Clonroad. Selon les Annales des quatre maîtres  Les anglo-normands de Munster conduits par « Mac Maurice  » se retournent alors contre Conchobar O'Brien, mais ils subissent une lourde défaite à Kilbarron, dans le comté de Clare dans laquelle leur chef David de Prendergast est tué. 
De son côté O'Brien détruit plusieurs établissements de colons gallois dans le Mayo et massacre leurs habitants. Conchobar Ó Briain est assez puissant pour que plusieurs anciens tributaires des O'Brien reconnaissent de nouveaux son autorité.
Peu après, en 1268, Ó Briain un fait un raid plus au nord. C'est à cette époque qu'il est attaqué lors d'une expédition contre les O'Loughlin et les O'Conor de Corcomrua par Diarmait, le fils de Muirchertach Ó Briain, à Belaclugga, et qu'il tombe avec de nombreux membres de sa famille dont son second fils Iohan, sa fille et son petit fils, et de sa suite le 22 mai 1268 dans la forêt de  Siudan, dans le comté de Clare selon les annales d'Inisfallen. 
Le Caithreím impute cette attaque à un certain « Conor Carrach Ó Lochlainn », alors que les annales précisent clairement que le seul « Ó Lochlainn » mentionné, Dublochlann Ó Lochlainn, est aux côtés de Conchobhar et que c'est Diarmait fils de Muircertach Ua Briain et son fils Muircertach dont les morts sont relevées ensuite avec satisfaction qui sont les agresseurs.
Le corps de Briain est transporté au monastère de Corcomrua où il est inhumé. Brian Ruaidh Ó Briain devient roi de Thomond.

## Postérité
Conchobar épouse Mor fille de MacNamara dont: 
- Tadhg Cael Uisce Ó Briain c'est-à-dire Tadg de Caeluisce(† 1259),  « héritier présomptif » (Tanaiste) père de Thoirdelbach mac Taigd Cael Uisce Ó Briain roi 1277 à 1306.
- Iohan Seoinin tué avec son père en 1268
- Brian Ruaidh Ó Briain  roi de  Thomond de 1268 à 1277.
- Fille épouse de Ruaidhri O'Grada leur fils est tué avec elle et son grand père en 1268

## Sources
- (en) Marcus B. S. Flavin « Briain, Conchobhar [Conor O'Brien] (d. 1268),  », Oxford Dictionary of National Biography, Oxford University Press, 2004.
- (en) T.W. Moody F.X. Martin F.J. Byrne A new history of Ireland Tome IX "Maps, Genealogies, Lists a companion to irish history . Part II Oxford University Press réédition 2011  (ISBN 9780199593064)
- (en) Joe Power The Normands in Thomond Clare County Library p. 1
- (en) Goddard Henry Orpen (Introduction de Seán Duffy), Ireland under the Normands 1169-1333, vol. IV, Dublin, Four Courts Press (réédition), 2005, 633 p. (ISBN 9781846828188), p. 461-486 The Normands in Thomond & Appendix I Clan Turlough and Clan Brian Roe p. 482